# Lukian Araújo de Almeida
Lukian Araújo de Almeida hay đơn giản Lukian (sinh ngày 21 tháng 9 năm 1991 ở Nova Rosalandia) là một cầu thủ bóng đá người Brasil thi đấu ở vị trí tiền đạo cho Pattaya United ở giải bóng đá chuyên nghiệp Thái Lan, Giải bóng đá Ngoại hạng Thái Lan.

## Sự nghiệp
Anh gia nhập đội bóng tại K League Challenge Bucheon FC vào tháng 7 năm 2015.